# Бахтияров, Иван Михайлович
Иван Михайлович Бахтияров (15 сентября 1926 — 11 апреля 2018) — советский и российский тренер по лёгкой атлетике. Судья всесоюзной категории. Заслуженный тренер России.

## Биография
Родился 15 сентября 1926 года. С 1943 по 1945 год принимал участие в Великой Отечественной войне в составе войск противовоздушной обороны Москвы. После войны выступал за ДСО «Динамо» в беговых дисциплинах.
С 1950 по 1975 год тренировал динамовских спортсменов. С 1975 по 1981 год работал тренером в МГС ДСО «Юность» в спортивной школе Ждановского района Москвы. Был судьёй на Олимпийских играх 1980 года. С 1981 по 1992 год работал в СДЮСШОР «Октябрь», затем с 1992 по 2010 год — в СДЮСШОР № 24 г. Москвы.
Наиболее известной его воспитанницей является Наталья Назарова — серебряный призёр Олимпиады 2004 года, чемпионка мира 1999 года, семикратная чемпионка мира в помещении (1999, 2003, 2004, 2006). Подготовил множество мастеров спорта СССР, победителей и призёров первенств СССР, среди которых Ирина Радеева, Наталья Пыхтина, Татьяна Мельникова.
Скончался 11 апреля 2018 года на 92-м году жизни